# Gnosjö
Gnosjö é uma pequena cidade da província histórica de Småland, na Suécia.
Tem cerca de 4364 habitantes

e é a sede do município de Gnosjö, no condado de Jönköping situado no sul da Suécia.

## Economia
A cidade de Gnosjö é conhecida pelo chamado "Espírito de Gnosjö" (Gnosjöanda), caracterizado por uma interação imaginativa combinando cooperação e concorrência, entre os numerosos pequenos empresários da região. Esta mentalidade tem conduzido inúmeras pequenas empresas a interagir com projetos de integração que permitem melhorar a vida dos imigrantes. O termo foi registrado pela cidade em 1995. Este apoio à construção da economia nacional vem acontecendo desde a década de 1940. 
Muitas destas pequenas empresas atuam nos setores metalúrgico e das madeiras.